# Outlined for Citacis
Outlined for Citacis è il novantunesimo album in studio del chitarrista statunitense Buckethead, pubblicato il 28 maggio 2014 dalla Hatboxghost Music.

## Il disco
Sessantaduesimo disco appartenente alla serie "Buckethead Pikes", si tratta del prequel di Citacis, pubblicato otto giorni prima. L'album è stato inoltre pubblicato in contemporanea a Grand Gallery, sessantatreesimo disco della serie.

## Tracce
Musiche di Buckethead.
1. Citacis 63 – 2:23
2. Citacis 64 – 2:37
3. Citacis 65 – 3:08
4. Citacis 66 – 3:10
5. Citacis 67 – 3:12
6. Citacis 68 – 2:32
7. Citacis 69 – 4:36
8. Citacis 70 – 4:36
9. Citacis 71 – 3:37

## Formazione
- Buckethead – chitarra, basso, programmazione